# 四重奏 (アルバム)
『四重奏』（しじゅうそう）は、日本のロックバンド、THE BOOMが2009年10月7日に発表した12枚目のオリジナル・アルバム。

## 概要
デビュー20周年記念アルバム。前作『百景』から5年3箇月ぶりのオリジナル・アルバム。タイトルは、ボーカルの宮沢和史による命名。
CDのみと、DVD付初回限定盤の2形態で発売。DVDは、2009年5月30日に行われた、日比谷野外大音楽堂でのライブを収録したもの。「数え切れない人の中で」は2006年以降の活動休止前からライブで演奏されていたが、CDが発売されることがなかったため長らく入手困難であった。

## 収録曲
| 全作詞・作曲: 宮沢和史（※特記以外）、全編曲: THE BOOM（※特記以外）。 |                                                                     |                        |                        |      |
| #                                                                    | タイトル                                                            | 作詞                   | 作曲・編曲             | 時間 |
| 1.                                                                   | 「20 -twenty-」(シングル「My Sweet Home」カップリング曲。)          | 宮沢和史 （※特記以外） | 宮沢和史 （※特記以外） | 5:49 |
| 2.                                                                   | 「All of Everything」                                               | 宮沢和史 （※特記以外） | 宮沢和史 （※特記以外） | 4:03 |
| 3.                                                                   | 「What I Want」(※作詞・作曲: 宮沢和史・MCU)                         | 宮沢和史 （※特記以外） | 宮沢和史 （※特記以外） | 4:13 |
| 4.                                                                   | 「オロカモノの歌」                                                  | 宮沢和史 （※特記以外） | 宮沢和史 （※特記以外） | 3:51 |
| 5.                                                                   | 「ふたりのもの」                                                    | 宮沢和史 （※特記以外） | 宮沢和史 （※特記以外） | 4:47 |
| 6.                                                                   | 「数え切れない人の中で」(※編曲: 亀田誠治／西日本シティ銀行CMソング) | 宮沢和史 （※特記以外） | 宮沢和史 （※特記以外） | 5:00 |
| 7.                                                                   | 「風をなぞるように」(※編曲: 斉藤哲也)                               | 宮沢和史 （※特記以外） | 宮沢和史 （※特記以外） | 4:57 |
| 8.                                                                   | 「夢から醒めて」                                                    | 宮沢和史 （※特記以外） | 宮沢和史 （※特記以外） | 5:29 |
| 9.                                                                   | 「My Sweet Home」                                                   | 宮沢和史 （※特記以外） | 宮沢和史 （※特記以外） | 4:59 |
| 10.                                                                  | 「First Love Song」                                                 | 宮沢和史 （※特記以外） | 宮沢和史 （※特記以外） | 4:59 |
| 合計時間:                                                            | 合計時間:                                                           | 48:07                  |                        |      |

| #  | タイトル                 | 作詞 | 作曲・編曲 |
| -- | ------------------------ | ---- | ---------- |
| 1. | 「星のラブレター」       |      |            |
| 2. | 「神様の宝石でできた島」 |      |            |
| 3. | 「24時間の旅」           |      |            |
| 4. | 「風になりたい」         |      |            |
| 5. | 「島唄」                 |      |            |
| 6. | 「君はTVっ子」           |      |            |

## ツアー
デビュー20周年を記念した全国ツアー"My Sweet Home"が、7月9日から10月23日まで行われた。

## リンク
- THE BOOM Official Site：THE BOOMのオフィシャルサイト
- THE BOOM Discography：「四重奏」の収録曲など
- THE BOOM 20th Anniversary Live Tour 2009 "My Sweet Home"：2009年の20周年記念全国ツアーの情報など